# Marvel Knights
Marvel Knights es un sello de la editorial estadounidense Marvel Comics que cubre temas más maduros que el sello Universo Marvel, que es más juvenil, pero sin llegar a los temás adultos de los que se encarga MAX. La mayoría de los títulos de Knights son para lectores mayores de quince años. Este sello se originó en 1998 cuando Marvel subcontrató cuatro títulos (Pantera Negra, Daredevil, The Punisher y Los Inhumanos) a la compañía Event Comics, de Joe Quesada y Jimmy Palmiotti. Event Comics contrató al equipo creativo de la línea de Marvel Knights, mientras continuaba con su publicación.

## Producción
A principios de 2006, Quesada, que se había convertido en editor en jefe de Marvel, anunció que todos los títulos en curso bajo la marca Marvel Knights, pasarían a la imprenta de Marvel Universe y contendrían series limitadas de alto caché. Quesada explicó que Marvel Knights 
es el escaparate de los «nuevos acontecimientos» - ¡series autónomas limitadas para pensar diferente, que desafiarían a los lectores a replantearse sus personajes favoritos de Marvel y volver a evaluar las leyendas que los rodean. En otras palabras, Marvel Knights será un lugar para los mejores talentos, para trabajar sin limitaciones, y ofrecer el tipo de producto que los fanes se merecen!
Después de este cambio, muchas de las series que se habían llevado anteriormente bajo el sello de Marvel Knights se trasladaron al sello de Marvel Universe. Este cambio comenzó con Daredevil#82, Pantera Negra#14, Moon Knight#1, el Escuadrón Supremo#1 y Wolverine#42. Spiderman de Marvel Knights se convirtió en El asombroso Spiderman en el #23 y Marvel Knights 4 (de los Cuatro Fantásticos) pasó a llamarse 4 en el #28.
Fury: Peacemaker de Garth Ennis y Darick Robertson fue la primera serie limitada que lanzó la editorial y fue redefinida en febrero de 2006. Le siguió Silver Surfer:Requiem de J. Michael Straczynski y Esad Ribic (2007), Spider-Man: Reign de Kaare Andrews (finales de 2006), Ghost Rider de Garth Ennis y Clayton Crain (2007), y el Capitán América: Los Elegidos (septiembre de 2007).

El editor de Marvel Knights, Axel Alonso, mencionó:
Dichas historias desafiarán a los lectores a replantearse sus personajes favoritos de Marvel Legends. A menudo, nos centraremos en los personajes que están más olvidados, llevándolos hasta los corazones de los fans. Queremos construir la tradición de las series limitadas, como Ennis y El Jinete Fantasma de Crain, Shanna, La Diablesa de Frank Cho, y Loki de Robert Rodi y Ribic -cada una de las cuales ofrecen visiones muy distintas de los personajes de Marvel, y a juzgar por los números de venta, fueron bien recibidas por los fanáticos.

## Equipo
El equipo de Marvel Knights fue un nombre dado al equipo de superhéroes sin nombre de Daredevil. Además de Daredevil, la alineación estaba formada por Viuda Negra, Dagger, Caballero Luna, Shang-Chi y Luke Cage. Los Marvel Knights se formaron inicialmente para capturar a Punisher.

## En otros medios

### Película
Marvel Knights también fue el nombre de un brazo de producción de Marvel Studios destinado a ser usado para producir algunos de los títulos más oscuros y menos conocidos de Marvel: Punisher: War Zone y Ghost Rider: Espíritu de Venganza fueron las únicas películas lanzadas bajo la bandera de Marvel Knights.

### Videojuegos
En el videojuego Marvel: Ultimate Alliance, Marvel Knights es un bono de equipo otorgado si tienes alguna combinación de los siguientes personajes en tu equipo: Pantera Negra, Daredevil, Doctor Strange, Wolverine, Luke Cage, Spider-Man, Elektra y Caballero Luna.

### Animación
En abril de 2010 se anunció que Shout! Factory y Marvel Comics se unieron para lanzar una serie de series animadas de cómics en movimiento en DVD. Los siguientes títulos han sido lanzados hasta ahora:
1. Astonishing X-Men: Gifted (28 de septiembre de 2010)
2. Iron Man: Extremis (30 de noviembre de 2010)
3. Black Panther (18 de enero de 2011)
4. Spider-Woman: Agent of S.W.O.R.D. (14 de junio de 2011)
5. Thor & Loki: Blood Brothers (13 de septiembre de 2011)
6. Astonishing X-Men: Dangerous (10 de abril de 2012)
7. Astonishing X-Men: Torn (14 de agosto de 2012)
8. Astonishing X-Men: Unstoppable (13 de noviembre de 2012)
9. Inhumans (23 de abril de 2013)
10. Wolverine: Origin (9 de julio de 2013)
11. Ultimate Wolverine Vs. Hulk (10 de septiembre de 2013)
12. Wolverine versus Sabretooth (7 de enero de 2014)
13. Wolverine Weapon X: Tomorrow Dies Today (13 de mayo de 2014)
14. Eternals (16 de septiembre de 2014)
15. Wolverine versus Sabretooth: Reborn (24 de marzo de 2015)